# Be-Papas
Be-Papas (ビーパパス?, Bii Papasu) è un gruppo di artisti giapponesi che lavorano nel campo dei manga, degli anime e dell'intrattenimento.

## Biografia
Nel 1996 il regista Kunihiko Ikuhara concluse la sua collaborazione con la Toei Animation: dopo aver diretto, dal 1994 al 1996, due stagioni e mezzo di Sailor Moon (la seconda parte di R, S e SuperS), portando al successo la serie e lasciandovi il suo personale gusto burlesco, Ikuhara decise di lasciare la casa di produzione poiché si sentiva troppo vincolato e non sufficientemente libero di esprimere al meglio le sue idee. Decise, quindi, di fondare un suo proprio studio per sviluppare alcuni progetti originali; oltre a lui stesso, entrarono nel gruppo anche il disegnatore Shin'ya Hasegawa, lo sceneggiatore Yōji Enokido (entrambi professionisti con cui Ikuhara aveva già lavorato in Sailor Moon), la fumettista shōjo Chiho Saitō e Yuichiro Oguro.
Nel 1997, la prima opera dello studio Be-Papas (programmata su TV Tokyo subito dopo la fine della quinta serie di Sailor Moon, trasmessa sulla concorrente TV Asahi), è stata La rivoluzione di Utena, un complesso progetto multimediale (animazione, cinema, fumetto, videogame, musical teatrale) che ha avuto molto successo grazie alla sua forte originalità; soprattutto l'anime si è presto trasformato in patria in un caso televisivo ed è ancora oggi uno dei cult dell'animazione giapponese. Ikuhara cominciò a concepire la serie intorno al 1991-1992, mentre stava lavorando con Jun'ichi Satō; oltre cinque anni di sviluppo hanno creato una saga molto complessa e commista con elementi come il pensiero rosacrociano o la Cabala, che forniscono infinite chiavi di lettura simboliche all'opera. La rivoluzione di Utena è nota anche per essere una delle primissime opere, insieme ai Pokémon, ad aver sviluppato il concetto di complementarità dei media: il primo ed il secondo fumetto, la serie TV, il film, il videogioco ed il musical (partendo dallo stesso incipit) raccontano tutti la stessa storia, ma in maniera diversa, così che la comprensione completa dell'intera opera si può avere solo fruendo di tutte le parti di cui è composta; si tratta di uno stratagemma sia creativo sia commerciale che avrà da ora in poi un grande successo in Giappone (per esempio in serie di grande successo come .hack), poiché il pubblico giapponese ama il collezionismo e questo modo di presentare i fatti (basti pensare all'illustre precedente di Rashomon di Akira Kurosawa).
Dopo anni di silenzio (durante i quali i membri del gruppo hanno portato avanti esperienze indipendenti), nel 2005 il gruppo ha partorto una nuova opera, anche questa di forte spirito sperimentale, dai molteplici livelli di lettura e ricolma di allegorie: World of the S & M. A differenza della lunga ed articolata saga di Utena, stavolta l'opera è compiuta solo nel breve fumetto, forse per colpa dell'insuccesso commerciale.
Attualmente il gruppo è di nuovo in pausa.

## Componenti
- Kunihiko Ikuhara (幾原 邦彦?, Ikuhara Kunihiko) - regista, produttore, soggettista
- Chiho Saitō (さいとう ちほ?, Saitō Chiho) - fumettista, illustratrice, soggettista
- Yōji Enokido (榎戸 洋司?, Enokido Yōji) - sceneggiatore, soggettista
- Shinya Hasegawa (長谷川 眞也?, Hasegawa Shin'ya) - disegnatore, animatore, illustratore
- Yuuichirō Oguro (小黒 祐一郎?, Oguro Yuuichirō) - pianificazione generale

## Opere
- La rivoluzione di Utena - manga (serie e volume unico) ed anime (serie e film)
- World of the S & M - manga